# Seznam postav seriálu Kriminálka Las Vegas
Kriminálka Las Vegas (v anglickém originále CSI: Crime Scene Investigation) je americký kriminální televizní seriál vytvořený producentem a scenáristou Anthonym E. Zuikerem. Sleduje kriminalisty z Las Vegas („vyšetřovatele místa činu“, v originále Crime Scene Investigators), kteří pracují pro místní policejní sbor a využívají fyzické důkazy k vyřešení vražd. 

## Členové týmu
Původními zakládajícími členy týmu byli šéf Gill Grissom, jeho zástupkyně kriminalistka Catherine Willovsová, kpt. Jim Brass, kriminalistka Sára Sidlová, kriminalisté Warrick Brown, Nick Stokes a Greg Sanders. Později přibyly vedlejší postavy (Dr. Al Robbins, jeho asistent David a komické duo laborantů David Hodges a Henry Andrews).
Jako první z původní sestavy opustil tým kriminalista Warrick Brown, když byl na začátku 9. řady zastřelen zkorumpovaným policistou Jeffryem McKeenem. Jeho smrt nejvíc zarmoutila Gilla Grissoma (měl ho rád jako vlastního syna), který potom krátce po jeho smrti opustil tým, odešel do důchodu a odebral se do Latinské Ameriky, kde se začal věnovat svým výzkumům.
Na jeho místo pak nastoupil nový šéf (původně doktor) kriminalista Ray Langston, který v týmu vydržel až do konce 11. řady, pak ale musel odejít, protože zabil v sebeobraně svého úhlavního nepřítele, nebezpečného sériového vraha Nata Haskella, který mu zničil život.
Na začátku 12. řady místo Raye nastoupil nový šéf, starý forenzní vědec ze Seattlu DB. Russell. Společně s ním tam také nastoupila mladá kriminalistka Morgan Brodyová, dcera šerifa Conrada Ecklieho. O pár epizod později opustila tým i Catherine Willovsová, začala pracovat u FBI a na její místo nastoupila Russellova kamarádka a kolegyně, která s ním pracovala v Seattlu, Julie Finlayová.
Na konci 14. řady opustil tým další z původní sestavy, kpt. Jim Brass.

## Postavy

### Gilbert Grissom
- Herec: William Louis Petersen
- Oslovení/přezdívka:
- Datum narození: 21. února 1953

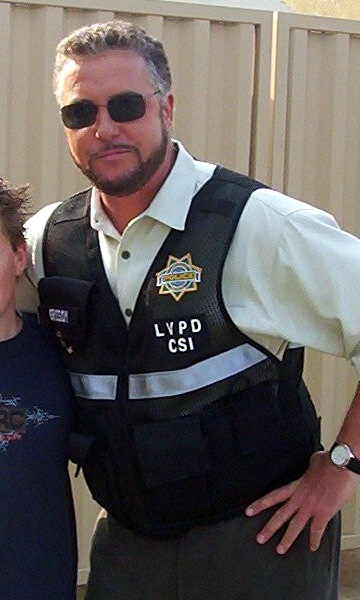
William Louis Petersen v roli Gilberta Grissom

- Místo narození: Evanston v Illinois

Narodil se a vyrůstal v Marina Del Rey v kalifornii. Grissomův otec byl profesorem botaniky a zemřel, když mu bylo 9. O jeho smrti mluví s Cath v episodě " Still Life", říká jí: "Bylo to jednoho horkého letního dne, přišel domů a lehl si na gauč. Já jsem se díval na televizi, moje máma přinesla studené pití, ale nemohla ho vzbudit. Nikdy mi neřekli proč". Jeho matka trpěla dědičnou sluchovou chorobou . Proto se Gil naučil plynně mluvit znakovou řečí. Příznaky nemoci se ale začnou projevovat i u něho a v díle "Inside the box" jde na operaci, která se povede. Když bylo Grissomovi osm let, projížděl se po plážích a sbíral mrtvé kraby, škeble a vůbec vše, co moře vydalo. Tyto zdechliny pak doma podroboval pitvám a pomalu ale jistě se začal seznamovat se souvislostmi a spletitostmi smrti. Později mu začaly být mořské potvory málo a zaměřil se na pitvání uhynulých koček a psů. Toto počínání nebylo předzvěstí vážné duševní choroby, jak by se mohlo jevit, ale položilo základ pro jeho skutečné systematické a hluboké vědecké vzdělání. Již v šestnácti letech byl neoficiálně zaměstnán v márnici v LA, kde pracoval i v době svých univerzitních studií. Ve dvaadvaceti letech se stal historicky nejmladším koronerem v LA. Po osmi letech na tomto postu byl naverbován do služeb CSI v Las Vegas. Pokud ostatní členové CSI nejprve rozvažovali, zda náročnou práci přijmout, Grissom neváhá ani sekundu. Těžko si ho představit v jiném oboru. Celý dosavadní život se věnoval této činnosti a nyní dostal příležitost vše zúročit. Ale vzdělává se dál a každým případem roste. Je velmi charakterní a velmi autoritativní. Nikoliv ovšem autoritářský. Na své podřízené působí svou ohromnou, sedmnáctiletou praxí policisty, fundovaného vědce i vnímavého, empatického člověka. Nejednou se dokázal rvát za své podřízené a dokázal je často ochránit před tlaky, přicházejícími často z velmi vlivných míst. Grissom je tak trochu podivín, introvert. Ale je všeobecně respektován. Jeho specializací je entomologie.
Na začátku 9.série krátce po smrti Warricka Browna odešel z týmu do důchodu,přestěhoval se společně se Sárou Sidlovou do Kostariky, do latinské Ameriky, kde se začal věnovat svým výzkumům a neměl už na Sáru moc čas,tak se rozešli. Sára od něj odešla,vrátila se zase zpátky do týmu a Gill se tam pak už v žádném dalším díle neobjevil. Byl nahrazen novým šéfem Rayem Langstonem a pak DB.Russellem.

### Warrick Brown
- Herec: Gary Dourdan
- Oslovení/přezdívka:
- Datum narození: 11. 12. 1966
- Místo narození: Las Vegas v Nevadě

Warrick Brown je jako jediný z týmu rodákem z Las Vegas. I jeho dětství bylo pohnuté. Otce nikdy neviděl a matka ho opustila v jeho sedmi letech. Ujala se ho přísná babička a on si tajně přivydělával jako poslíček.
Brownovi pulzuje v žilách muzikantská, až rockerská krev. Miluje kasina, hazard a pracoval i jako DJ v klubu. Psal dokonce i vlastní písničky. Jakožto rodilý lasvegasčan má všude známé a nejednou hrají tyto jeho známosti klíčovou roli při rozuzlení případu. Zprvu byl veliký proutník, ale když se poprvé zamiloval, jeho vyvolená mu zlomila srdce. Od té doby je vůči ženám ostražitý. Nicméně se v šesté řadě oženil, ale jeho manželství dlouho nevydrželo.
Pak na začátku 9.řady byl zastřelen zkorumpovaným policistou Jeffreym McQueenem. Jeho smrt silně zarmoutila všechny jeho přátele a celý jeho tým, hlavně Gilla Grissoma, který ho měl rád jako vlastního syna.

### Catherine Willows
- Herec: Marg Helgenberger
- Oslovení/přezdívka:
- Datum narození: 26. 3. 1963

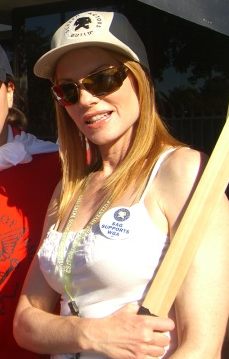
Marg Helgenberger

- Místo narození: Bozeman v Montaně

Catherine Willowsová je kriminalistka, zástupkyně šéfa, jeho pravá ruka a velmi zkušená kriminalistka.
Je velice vlivná a bohatá osoba, která už si v životě zažila své a vyzná se.
S bývalým manželem má jednu dceru Lindsey.
Občas flirtovala s různými detektivy (např. s kolegou Nickem Stokesem) nebo s detektivem Vartanem.
V půlce 12. řady odešla z týmu, začala pracovat u FBI v Quanticu.

### Det. Kpt. James Brass
- Herec: Paul Guilfoyle
- Oslovení/přezdívka: Jim
- Datum narození: 3. 1. 1953
- Místo narození: New Jersey

Kapitán na oddělení vražd. Byl velitelem CSI jednotky v Las Vegas do té doby, než se ve druhé epizodě vrátil zpět k policii na oddělení vražd. Pochází z New Jersey. Pokračuje v práci v CSI navzdory problémům s jeho dcerou v druhé sérii, která byla drogově závislá a dělala prostitutku v Las Vegas. V 10. epizodě druhé série, "Ellie", se zjistilo, že Brass není její biologický otec. V současnosti je kapitánem na oddělení vražd a úzce spolupracuje s CSI týmem. Velmi často vede vyslýchání a jeho sarkastický přístup dělá tyto výslechy ponurně humornými, držíc tak krok s atmosférou seriálu.
Na začátku 14.řady se po letech setkal se svou nevlastní odcizenou dcerou Ellie a zároveň byl v šoku jak zjistil že Ellie je partnerka nebezpečného sériového vraha. Ellie málem zabila kriminalistku Morgan Brodyovou a zabila i vlastní matku, Brassovu bývalou ženu a pak málem zabila i jeho, ale nepovedlo se jí to a skončila ve vězení. Brassovi se začal hroutit svět, ale i přesto nadále v týmu zůstal ještě celou 14.sérii.
Ovšem na konci 14.řady se jeho dcera Ellie pokusila ve vězení o sebevraždu, tak to dohnalo Brasse k vážnému rozhodnutí,opustil tým aby si mohl zpět ke své odcizené dceři zase najít cestu.

### Gregory Sanders
- Herec: Eric Szmanda
- Oslovení/přezdívka: Greg
- Datum narození: 5. 7. 1975
- Místo narození: Milwaukee ve Wisconsinu
- Výskyt: od 3. řady; v prvních dvou řadách jen jako vedlejší postava

Obdivuje Grissoma a měl zájem o Saru Sidleovou. Je známý svým pojašeným chováním a tím, že je naivní ohledně práce forenzních detektivů v terénu, navzdory svým encyklopedickým vědomostem o DNA a o analyzování stop. Greg je velmi inteligentní, zázračné dítě, vyrostl v muže s nekovenčním postřehem a zábavnou povahou. Při práci poslouchá heavy metal, například Marylina Mansona, což mu pomáhá se koncentrovat. Navzdory svému vzhledu rebela nepopíral Sářin výrok, že byl panicem, když šel na univerzitu. V seriálu naráží na romantické zájmy mnohých žen, nejen v laboratoři.
Pak v 12.řadě jak do týmu nastoupila nová hezká mladá kriminalistka blondýnka Morgan Brodyová se Greg s ní začal sbližovat, a už několikrát během seriálu spolu flirtovali, ovšem stále zůstali jen přáteli.

### Dr. Albert Robbins
- Herec: Robert David Hall
- Oslovení/přezdívka: Al
- Datum narození: 19. 1. 1952
- Místo narození: East Orange, New Jersey, USA
- Výskyt: od 3. řady; v prvních dvou řadách jen jako vedlejší postava

Je ředitelem okresní márnice, ženatý, má tři děti. S Grissomem si dobře rozumí a naopak. Má obě nohy protetické a bylo naznačeno, že je ztratil při nehodě, když se pokoušel vykopat podlahu na místě činu.

### David Phllips
- Herec: David Berman

Patolog, druhý doktor. Asistent dr.Robbinse

### David Hodges
- Herec: Wallace Langham
- Oslovení/přezdívka: David
- Datum narození: 11. března 1965
- Místo narození: Los Angeles
- Výskyt: od 8. řady; v 3.–7. řadě jen jako vedlejší postava

Laboratorní technik, který byl do Las Vegas přesunutý z losangeleské laboratoře. Je to takový komický vtipálek celého týmu.

### Henry Andrews
- Herec: Jon Wellner

Druhý laborant, kamarád Hodgese, Tvoří spolu komickou dvojici laborantů.

### Nicholas Stokes
- Herec: George Eads
- Oslovení/přezdívka: Nick
- Datum narození: 18. 8. 1971
- Místo narození: Dallas

Analytik vlasů a vláken. Nekonfliktní a přátelský, bývalý univerzitní basketbalový hráč a člen bratrstva, má titul z kriminálního práva z Texaské A&M univerzity. Pochází z Dallasu. Má sklon ke "vcítění se" namísto "pochopení" k obětem, za což si vysloužil několik napomenutí od ostatních. Nick někdy dělá předčasné závěry, i přes fakt, že ještě nemá všechny důkazy.
Ale je to nejlepší a nejzkušenější kriminalista, který nikdy neselže.

### Šerif Conrad Ecklie
- Herec: Marc Vann
- Místo narození: Boulder City

Původně zástupce šerifa, později šerif. Blízký přítel Gilla Grissoma (pak i nového šéfa DB Russella) i Kpt Jima Brasse.
Velice dobrý a zkušený spojenec a spolupracovník lasvegaské kriminálky, který jím pomohl s nejedním případem.
Má jednu dceru Morgan Brodyovou, která k ním do týmu nastoupila až v 12.řadě. Ze začátku s ní sice neměl blízký vztah, ale ovšem později na konci 12.řady jak byl Ecklie postřelen a málem zemřel se s Morgan sblížili.

### Sara Sidleová
- Herec: Jorja Fox
- Oslovení/přezdívka:
- Datum narození: 16. 9. 1971
- Místo narození: Tamales Bay
- Výskyt: v 1.-8. řadě

Analytička materiálů a elementů. Vystudovala fyziku na Harvardově univerzitě. Předtím pracovala v márnici a kriminální laboratoři v San Franciscu a nahradila Holly Gribbsovou poté, co vyřešila její smrt. Je plně oddána své práci, má silný smysl pro spravedlnost pro obě skupiny: jak obětí, tak i kriminálniků. Sářin otec, alkoholik, ji a její matku Lauru často bil, než ho Laura zabila. Na Sáře to zanechalo stopy a při své práci má těžkosti vyrovnat se s případy, které se týkají žen a dětí. Po otcově smrti a následném odchodu matky do vězení byla umístěna do pěstounské péče.
Později začala mít vztah se svým spolupracovníkem Gillem Grissomem.
Raymond Langstone
- Herec: Laurence Fishbourne

Původně doktor, později nový šéf místo Gilla Grissoma.Nastoupil na začátku 9.řady a vydržel tam dlouho, až do konce 11.řady. Celou dobu se jeho hlavní dějová linka točila kolem sériových vrahů Dr Jekylla a Nata Haskella, jeho úhlavního nepřítele, který mu pak na konci 11.řady úplně zničil život. Haskell mu málem zabil jeho bývalou ženu Glorii a chtěl zabít i jeho, tak ho Ray v sebeobraně zabil, ovšem jen Kpt. Jim Brass věděl pravý důvod Haskellova úmrtí, že to tak úplně sebeobrana nebyla. Raye Jim z toho sice vysekal, ale smrt Haskella zanechala na něm trvalé následky, psychicky narušený stav, pracovní neschopnost a nepříznivou budoucnost pro něj i jeho tým, tak musel na konci 11.řady odejít. Pak na začátku 12.řady byl nahrazen novým šéfem DB.Russellem.
Diebenkorn "D.B." Russel
- Herec: Ted Danson
- Oslovení/přezdívka: "Dýbý"
- Výskyt: od 12. řady

Nový šéf, který nastoupil do týmu na začátku 12 řady, po odchodu Raye Langstona. Původně s Julií Finlayovou pracoval u kriminálky v Seattlu.
Julie Finlay
- Herec: Elisabeth Shue
- Oslovení/přezdívka: Finn
- Výskyt: od 12. řady

Kriminalistka, kamarádka a kolegyně DB.Russella, pracovala před tím s ním v Seattlu, ovšem v půlce 12.řady krátce po odchodu Catherine Willivsové se přidala do jejích týmu. Byla dobrá zkušená kriminalistka, ovšem byla taky nepoučitelná a tak moc zaujatá případy sériových vrahů, až si neuvědomovala že její činy a chyby mají své následky.
V úplně posledním díle, na konci 15.řady skončila v komatu, jak jí nebezpečný sériový vrah, kterému byla na stopě málem zabil.
Není známo zda se ještě někdy probere nebo ne.
Morgan Brody
- Herec: Elisabeth Harnois
- Oslovení/přezdívka: Morgan
- Výskyt: od 11. řady

Mladá kriminalistka, hezká blondýnka,dcera Conrada Eckleiho která do týmu nastoupila v 12.řadě.
Často flirtuje s kriminalistou Gregem Sandersem nebo laborantem Davidem Hodgesem.